# Semnopithecus schistaceus
O langur-cinzento-do-nepal (Semnopithecus schistaceus) é uma das 7 espécies de Semnopithecus. É encontrado no Nepal, Índia, Butão, Paquistão, China e possivelmente no Afeganistão.

## Estado de conservação
Esta espécie não se encontra ameçada, pois tem uma distribuição geográfica ampla e não apresenta ameaças muito grandes.